# Monvalle
Monvalle je italská obec v provincii Varese v oblasti Lombardie. Území obce leží na břehu jezera Lago Maggiore.
K 31. prosinci 2011 zde žilo 1 976 obyvatel.

## Sousední obce
Belgirate (VB), Besozzo, Leggiuno